# Río Methow
El río Methow (en inglés: Methow River]) es un corto río de Estados Unidos, un afluente del Columbia que discurre por el norte de estado de Washington. Drena una cuenca de 4 900 km² y abastece un núcleo de 5 000 habitantes entre las localidades que cruza. La cuenca de Methow se caracteriza por su hábitat relativamente prístino al igual que otros ríos que nacen en bosques u otros entornos naturales.
Algunos afluentes bañan parte del área salvaje Pasayten. En el presente las aguas del río son utilizadas para el regadío como parte de los ingresos de la agricultura.

## Etimología
El origen etimológico procede de la tribu nativoamericana de mismo nombre (actualmente: parte de la Reserva Amerindia Confederada de Tribus de Colville) y del idioma okanogan /mətxʷú/ cuyo significado es "(semilla de) girasol". Anteriormente tenía el nombre de Buttlemuleemauch (Rápidos del Salmón). En 1841 la expedición Wilkes rebautizó el río como "Barrera". Alexander Ross en cambió se refirió al mismo como Buttle-mule-emauch.
En 1811 David Thompson observó a la comunidad amerindia mientras navegaba por el río y se refirió a él como Smeetheowe.
En 1853 otro explorador, George Gibbs rebautizó el río como Methow.

## Curso fluvial
El río Methow, junto con sus afluentes el río Twisp y los arroyos Cedar y Early Winters, se origina en un grupo de altas montañas en la cordillera de las Cascadas, entre otras Golden Horn, la montaña Tower, pico Cutthroat, Snagtooth Ridge, Kangaroo Ridge, Early Winters Spires y la montaña Liberty Bell. Varios pasos de montaña están asociados con el río Methow y sus afluentes, como el Methow Pass y el Twisp Pass. La ruta estatal 20 utiliza los pasos Washington y Rainy, también en las áreas generales de los arroyos de cabecera.
El Pacific Crest Trail sigue el tramo superior del río Methow, hasta que el río gira hacia el este y fluye en el valle del Methow cerca de Mazama. En el camino, recoge las corrientes tributarias del arroyo Robinson y del río Lost. En el valle del Methow, entre Mazama y Winthrop, al Methow se le unen los arroyos Early Winters, Cedar, Goat y Wolf. El río Chewuch desagua en Winthrop. Uno de los afluentes mayores del Methow, el río Chewuch, y sus numerosos afluentes, drenan gran parte del área salvaje Pasayten hacia el norte. Una de sus corrientes de cabecera, el arroyo Cathedral, llega casi a Columbia Británica, Canadá.
El valle del Methow continúa agua abajo de Winthrop hasta Twisp, donde el río Methow recibe otro tributario importante, el río Twisp. Llegando desde el oeste, el Twisp drena las montañas al sur del Washington Pass, así como las laderas orientales de la Sawtooth Ridge, una cadena montañosa importante con algunos de los picos más altos del estado de Washington (como Star Peak y Mt Bigelow).
Aguas abajo desde el Twisp, el río Methow pasa por las comunidades de Carlton y  Methow, recibiendo varios afluentes menores, antes de unirse al río Columbia en Pateros,. Esta parte del Columbia está embalsada por la presa de Wells Dam, un embalse conocido como lago Pateros.